# Christie (Band)
Christie war eine britische Popband der 1970er Jahre.

## Bandgeschichte
Jeff Christie begann seine Karriere bei verschiedenen Bands, unter anderem bei den „Outer Limits“. 1968 schrieb er den Titel Yellow River und bot ihn den Tremeloes an. Diese nahmen das Lied auch auf, verzichteten aber auf eine Veröffentlichung. Stattdessen gründete Jeff Christie kurzerhand eine eigene Band, zu der neben dem Gitarristen Vic Elmes auch Mike Blakely, der Bruder des Tremeloes-Mitglieds Alan Blakely, gehörte. Der Produzent Mike Smith entfernte bei Yellow River die Gesangsspuren der Tremeloes und ließ Jeff Christie den Gesang neu aufnehmen. In dieser Version wurde der Song zu einem Welterfolg. Mit San Bernadino konnte die Band direkt an den Erfolg anknüpfen. Doch schon vor dem zweiten Album verließ Blakely die Band. Trotz mehrfacher Umbesetzung kehrte der Erfolg nicht mehr zurück, und so beendete Christie 1976 sein Bandprojekt.
Danach versuchte er es solo mit einer Band namens „China“, und er tourte mit den Tremeloes. Mittlerweile gibt es auch wieder eine Band „Christie Again“, mit der der ehemalige Gitarrist der Band Vic Elmes auf Oldie-Festivals die alten Hits spielt.

## Mitglieder
- Jeff Christie (* 12. Juli 1946 in Leeds) – Gesang, Bass
- Michael Blakely (* 12. Januar 1947) – Schlagzeug – bis 1971
- Vic Elmes (* 10. Mai 1947) – Gitarre
- Paul Fenton (* 4. Juli 1946) – Schlagzeug – ab 1971
- Howard „Lem“ Lubin – Bass – ab 1971

## Diskografie

### Alben
- 1970: Christie
- 1971: For All Mankind
- 1972: Iron Horse
- 1972: Los Mas Grandes Exitos
- 1974: Navajo
- 2004: Christie Again – Greatest Hits and More
- 2009: Jeff Christie – Floored Masters (Past Imperfect)

### Singles
- 1965: There’s Just No Pleasing You
- 1965: My Little Girl
- 1966: Just How Wrong You Can Be
- 1966: Blue Turns to Grey
- 1967: When the Work Is Thru
- 1967: Just One More Chance
- 1967: Help Me Please
- 1968: Great Train Robbery
- 1968: Sweet Freedom
- 1968: Travelling Circus
- 1968: Henry Long
- 1970: Yellow River
- 1970: San Bernadino
- 1971: Man of Many Faces
- 1972: Iron Horse